# Man About Dog
Man About Dog è un film del 2004 diretto da Paddy Breathnach.
Il film è stato distribuito in Irlanda da Redbus Film Distribution a partire dal 1º ottobre 2004. Nel Regno Unito il film è uscito il 19 novembre.